# Kobzar
Pour le recueil de poèmes de Taras Chevtchenko, voir Kobzar (livre).
Un kobzar (en ukrainien : кобзар ; pl. kobzars ou kobzari, en ukrainien : кобзарі, en roumain : cobzar, pl. cobzari) est un barde itinérant en Ukraine, Moldavie et Roumanie, qui chante en s'accompagnant lui-même de la kobza ou cobza.

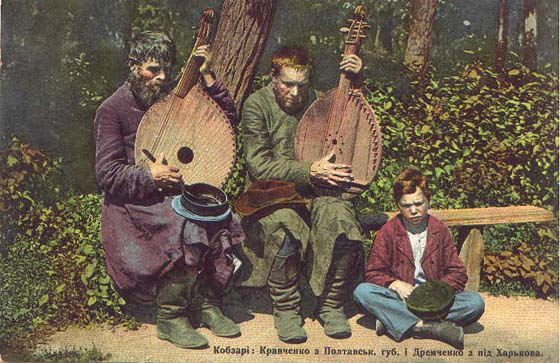
Les kobzari ukrainiens Kravtchenko et Drevchenko en 1902.

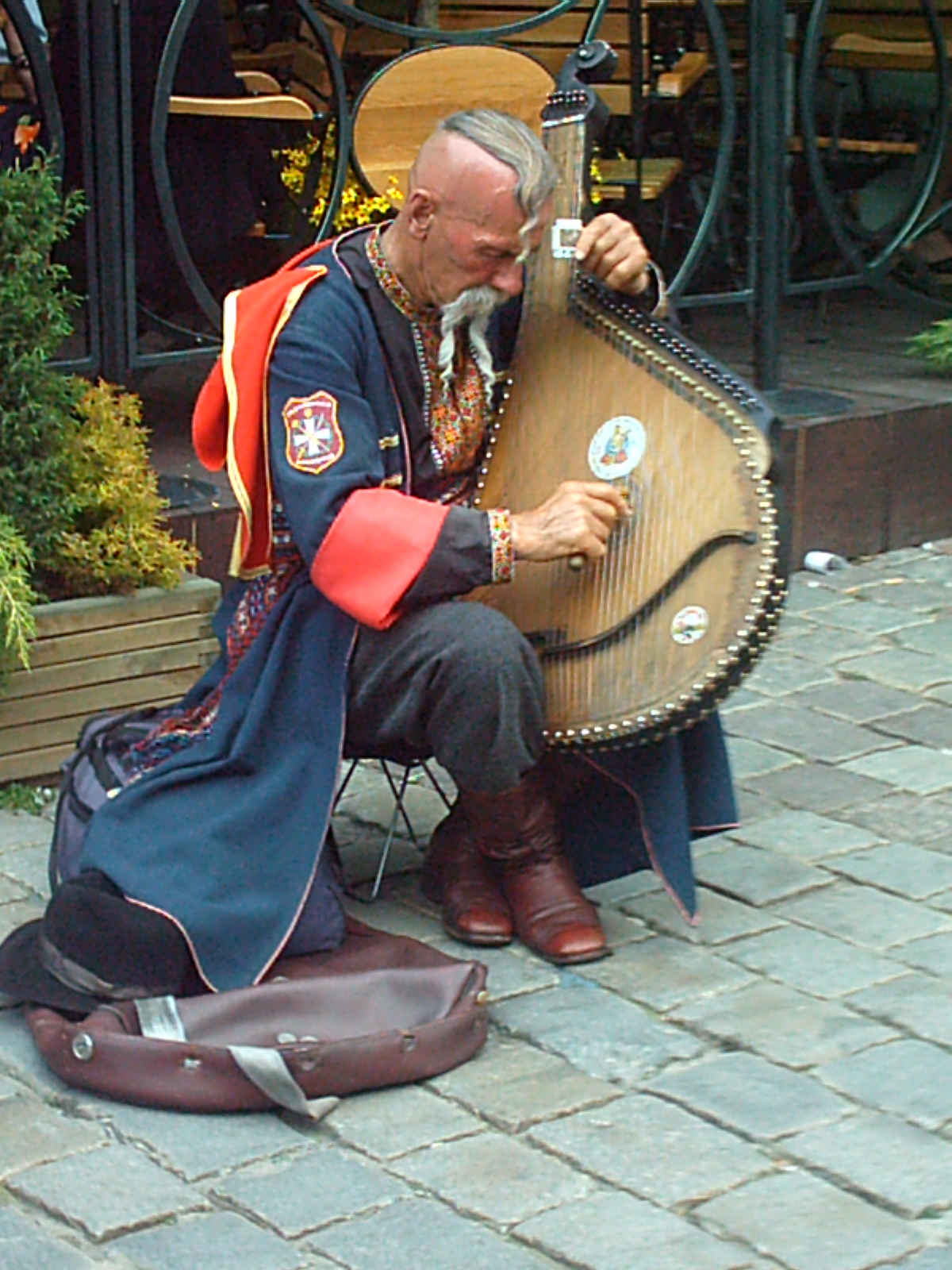
Le kobzar ukrainien Ostap Kindratchouk en 2005.

## La tradition et les guildes des kobzari
La tradition des kobzari est prédominante au XIXe siècle dans le sud-ouest de l'Empire russe (actuelles Ukraine et Moldavie), en Roumanie et dans l'est de l'Autriche-Hongrie. Le terme kobzar/cobzar signifie littéralement joueur de kobza/cobza. Cet instrument traditionnel à cordes est de la famille du luth. Dans une acception plus large, un kobzar est un artiste dont l'œuvre s'apparente à la tradition des kobzari, attestée dans les Balkans et dans les actuelles Biélorussie, Pologne, Ukraine depuis au moins le XVIe siècle, notamment dans les fêtes de baptême, de mariage, ou données par les boyards et les hetmans cosaques.
Il semble que la tradition des kobzari dérive des joueurs de kobyz arrivés dans ces pays avec les Polovtses (ce qui explique leur présence jusqu'en Hongrie). Les kobzari accompagnent leur chant en jouant de la kobza, de la bandura ou de la lyre. Leur répertoire consiste en des psaumes « para-liturgiques » et des « kanty » (du roumain cânt, « chant ») ; la douma (en ukrainien : дума, pluriel dumy) est un chant épique. Entre la fin du XIXe siècle et le début du XXe siècle le déclin des aristocraties polonaise, russe et roumaine, qui souvent, entretenaient à l'année leurs propres kobzari, marque également un déclin dans le statut de ces derniers, qui jouent désormais dans les foires et sur les marchés, voire ont recours à la mendicité ; à cette époque, les kobzari sont souvent des aveugles.
Au XIXe siècle, on comptait plusieurs styles de kobzari, dont les différences résident dans le répertoire et la façon de jouer : le style polono-biélorusse au nord, le style roumain-moldave, hongrois et balkanique au sud, et trois styles ukrainiens à l'est : le style de Tchernihiv, le style de Poltava et celui de l'Ukraine slobodienne. Parmi les kobzari ukrainiens célèbres, on peut citer Ostap Veressaï ou Petro Drevtchenko. Les chants des kobzari ont notamment été collectés en Ukraine par Mykola Lyssenko à la fin du XIXe siècle et en Roumanie et Moldavie par Constantin Brăiloiu dans la première moitié du XXe siècle,,.
Les kobzari/cobzari s'organisaient groupes appelés en roumain cete et en ukrainien : цехі tsekhi ; ces groupes liés chacun à une paroisse particulière de l'Église orthodoxe étaient, dans chaque région (Biélorussie, Pologne, Transylvanie, Valachie, Moldavie, des différentes régions d'Ukraine…), affiliés à des guildes ou fraternités. Pendant une durée de trois ans le futur kobzar était apprenti (en roumain ucenic, en ukrainien : учень outchen), puis il passait un examen pour devenir d'abord compagnon (en roumain calfă , en ukrainien : супутник soupoutnik). Les progrès ultérieurs et le nombre de pièces composées finissaient par en faire des maîtres (en roumain maistru, en ukrainien : майстер maïster). Ces groupes avaient comme emblème une icône, et consacraient une partie de leurs gains à orner leur église d'affiliation. Cependant, le haut clergé de l'Église orthodoxe sera parfois réticent voire hostile aux kobzari, car leur musique, laïque et non liturgique, était réputée auprès de certains popes (peut-être les moins charismatiques) « éloigner les fidèles de la piété ». De plus, il y avait aussi des cete/tsekhi de kobzari juifs jouant des pièces proches du style klezmer.

## Période communiste
En URSS, l'état communiste prend le contrôle de la totalité des sphères sociales et culturelles, et ne saurait tolérer des organisations indépendantes comme les guildes de kobzari. Quelques-uns trouvent du travail dans des maisons de la culture ou des restaurants, mais leur musique elle-même doit disparaître, comme « archaïsme » et « culture cosmopolite liée aux classes exploiteuses des boyards et des clercs » dans un contexte peu propice à la fête, dominé par la musique militante, le réalisme socialiste, la terreur rouge, la collectivisation forcée, la répression par le NKVD, les famines et les déportations. Les performances musicales des kobzari sont remplacées par des représentations de musique folklorique et classique à l'accordéon et à la bandoura. En Galicie polonaise, en Roumanie et Hongrie en revanche, les kobzari perdurent jusqu'à ce que ces pays rejoignent le bloc de l'Est communiste après 1945. 
En raison de ce contexte, il ne restait que très peu d'instruments, qui néanmoins ont permis la renaissance d'une lutherie moderne après la chute de la dictature dite « communiste ». En Moldavie et Roumanie, la renaissance des mélodies et chansons jouées par les cobzari repose notamment sur des partitions et documents comme ceux d'Anton Pann, et sur des enregistrements anciens comme ceux du musicologue Constantin Brăiloiu.

## Renouveau de la tradition

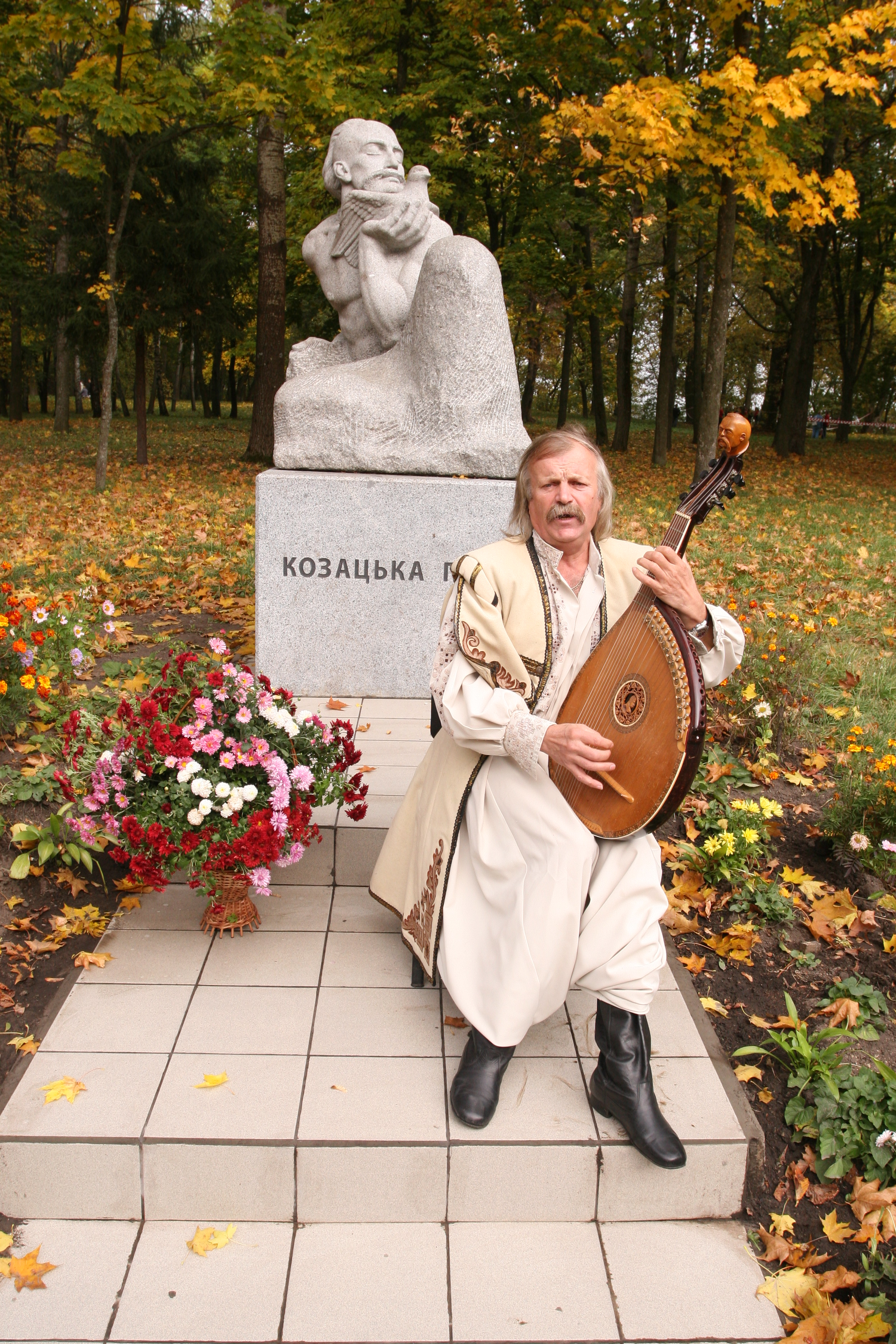
Monument chanson cosaque du Domaine Lyzohoub avec Vassyl Netchepa.

Avec l'effondrement des dictatures dites « communistes », un renouveau d'intérêt pour le kobzar traditionnel prend forme dans les jeunes générations de musicologues et de musiciens, avec notamment des recherches pour retrouver des partitions anciennes, des archives filmées ou sonores et des instruments (notamment dans les collections des musées roumains).

## La kobza dans la culture
Kobzar est également un recueil de poèmes du poète ukrainien Taras Chevtchenko. À l'image de William Shakespeare qui fut surnommé le barde, le poète ukrainien fut surnommé le kobzar bien qu'il ne fût pas musicien et ne joue ni de la kobza ni de la bandoura.
En Biélorussie, la dénomination « kobzar » est parfois utilisée pour désigner les joueurs de vielle à roue (où l'instrument est nommé « kobza ») et en Pologne, pour désigner les joueurs de cornemuse (appelée « kobza » ou « koza ») .

## Galerie

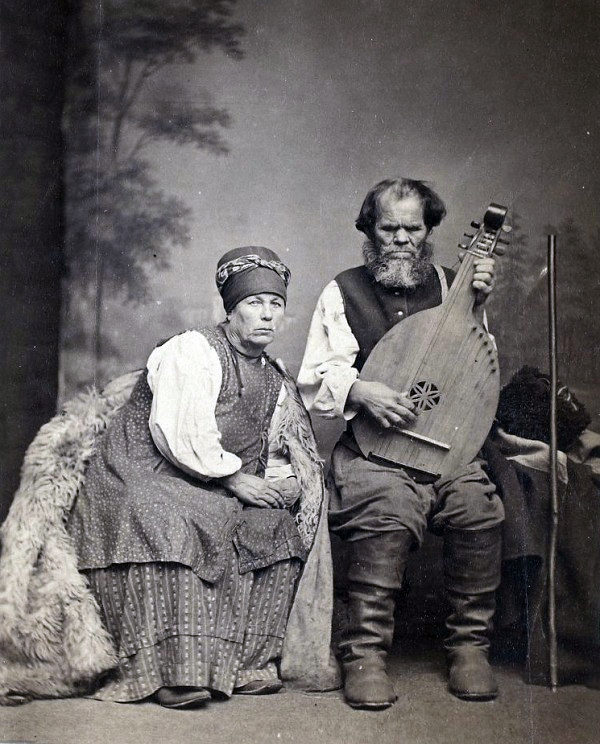
Le kobzar Ostap Veressaï et Pandora Veressaï.
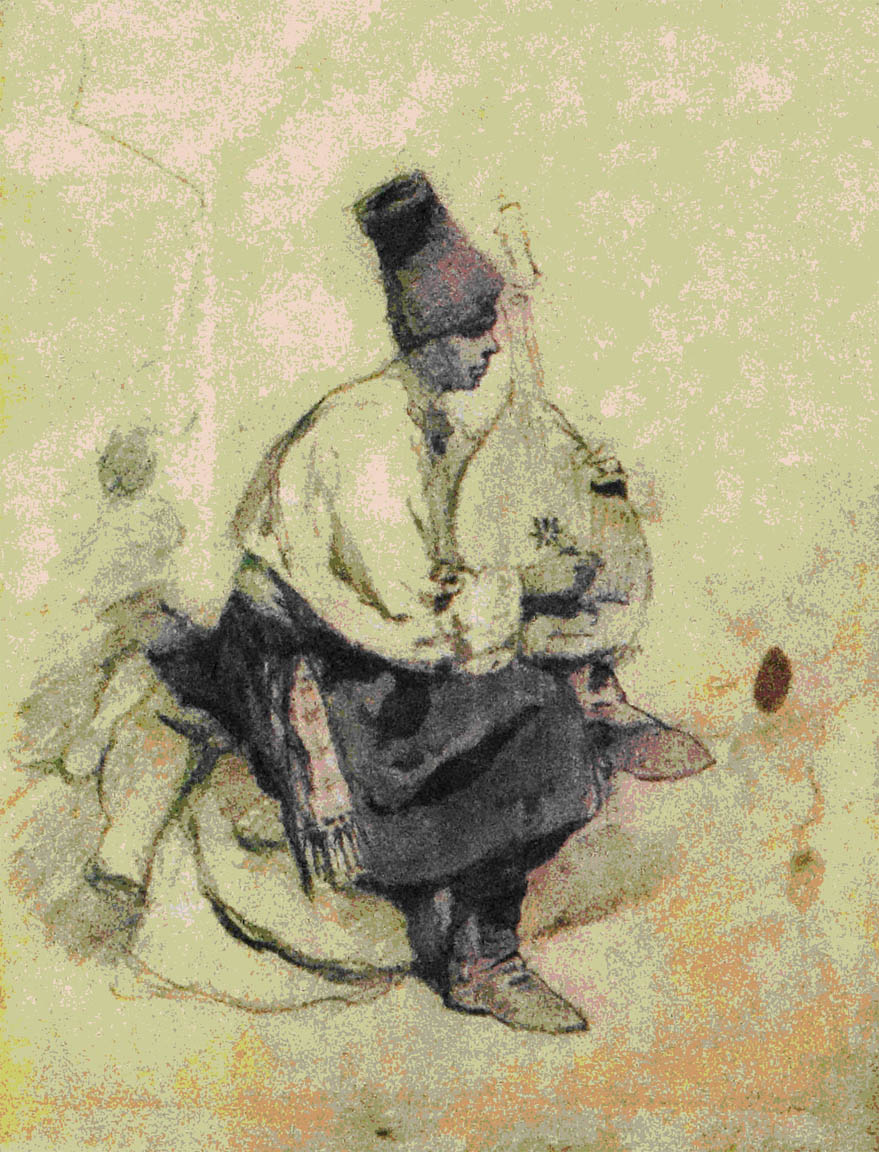
celui  de Porfyryi Martynovytch.
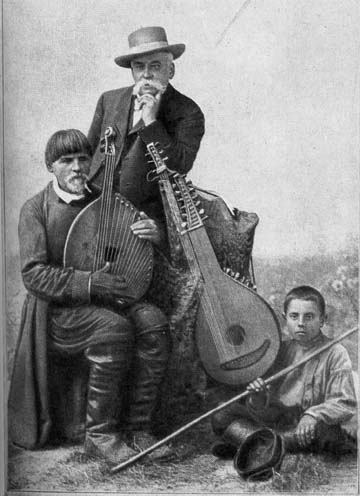
Hnat Honcharenko, Oleksandr Borodaï et leur tsekha.
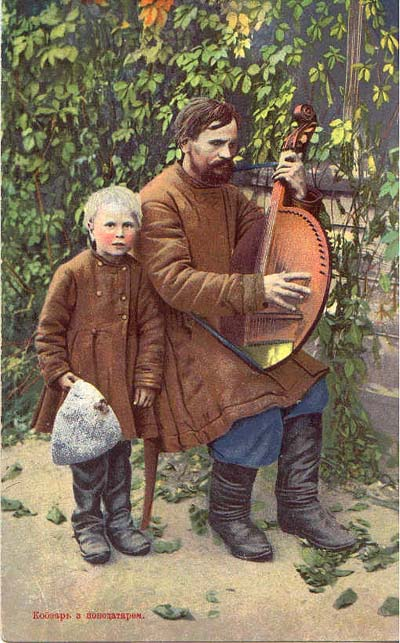
Le kobzar ukrainien Damien Simonenko.
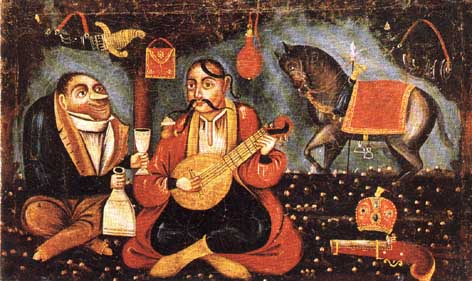
Kobzari Cosaque Mamaï.
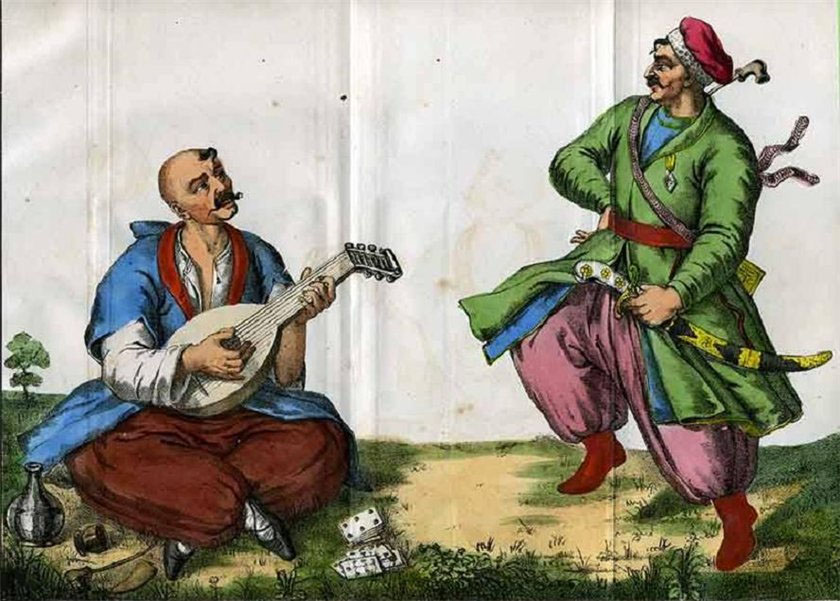
Kobzari cosaques zaporogues.
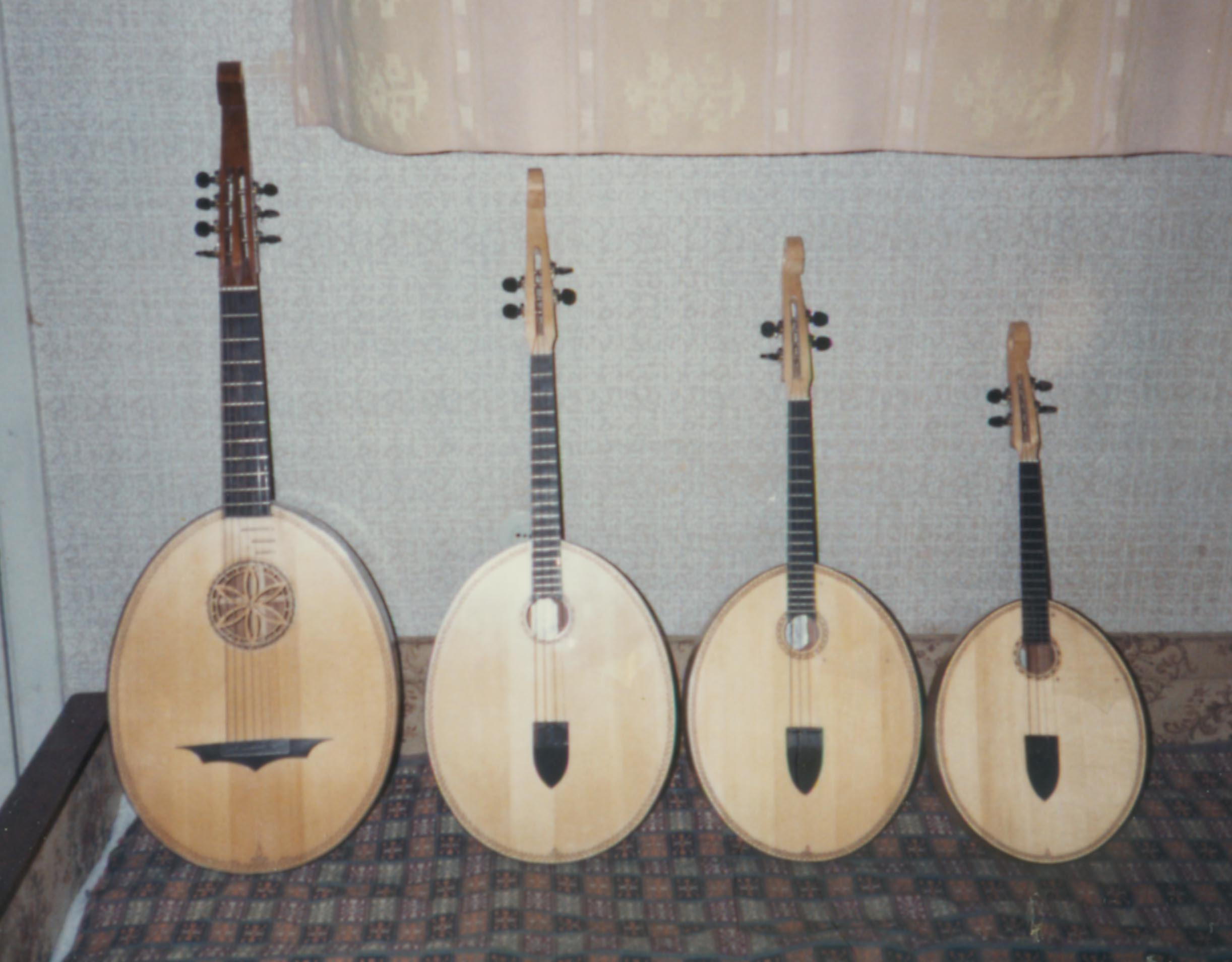
Différents modèles de kobzy.
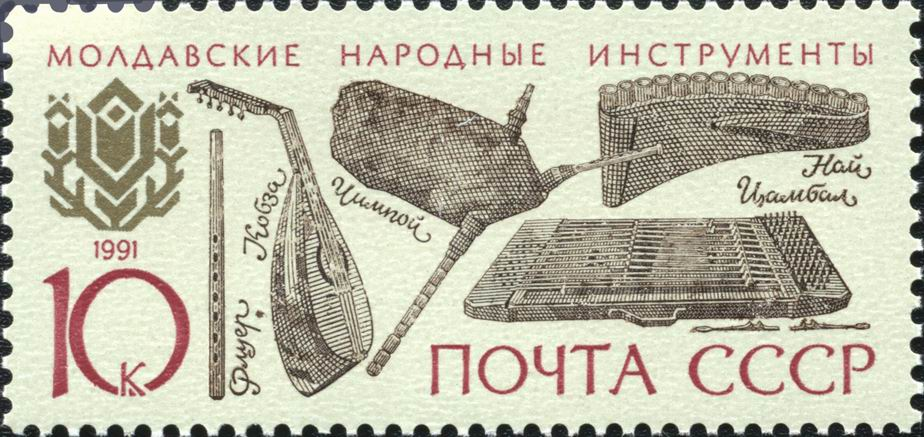
Peu avant sa dislocation, l'URSS édite ce timbre-poste dédié aux instruments moldaves : une kobza figure à gauche entre la flûte et la cornemuse.

## Discographie
- Julian Kytasty, Black Sea Winds - The Kobzari of Ukraine, November Music, Londres 2001

## Source
- (en) Cet article est partiellement ou en totalité issu de l’article de Wikipédia en anglais intitulé « Kobzar » (voir la liste des auteurs).